# Cesarz Wszechrusi
Cesarz Wszechrusi, Imperator Wszechrusi, Cesarzowa Wszechrusi, Imperatorka Wszechrusi (w przedrewolucyjnym języku rosyjskim: Императоръ Всероссійскій, Императрица Всероссійская) – tytuł monarchy Imperium Rosyjskiego w latach 1721–1917.
Tytuł cesarza został wprowadzony w związku ze zwycięstwem w III wojnie północnej i był adaptacją tytułu carskiego na podstawie przyjętego w Europie systemu tytulatur. Dodatek Wszechrusi używany był w tytułach rosyjskich władców od czasu wielkich książąt włodzimierskich.

## Historia

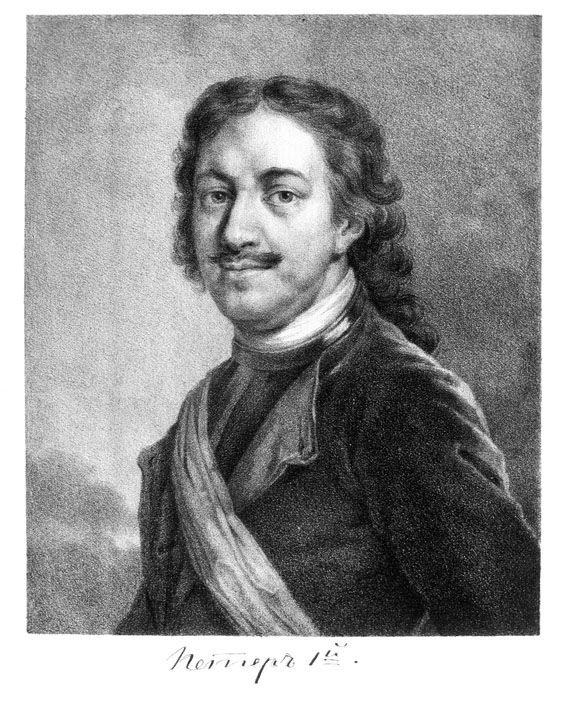
Piotr I Wielki

Tytuł Cesarza Wszechrusi został wprowadzony za panowania Piotra I Wielkiego. Po zwycięstwie w wojnie północnej i podpisaniu pokoju w Nystad we wrześniu 1721 r. Senat i Synod postanowili wręczyć Piotrowi tytuł Cesarza Wszechrusi wraz z następującym sformułowaniem: „Jak zazwyczaj od rzymskiego Senatu za wybitne uczynki cesarzy takie tytuły były publicznie przynoszone w darze i wpisywane w statutach dla wiecznej pamięci”.
22 października (2 listopada) 1721 roku Piotr I przyjął tytuł. Prusy i Holandia uznały nowy tytuł cesarza rosyjskiego natychmiast, Szwecja w 1723 r., Imperium Osmańskie w 1739 r., Wielka Brytania i Austria w 1742 r., Francja w 1745 r., Hiszpania w 1759 r. i wreszcie Rzeczpospolita w 1764 r. W związku z tym państwo rosyjskie stało się znane jako Imperium Rosyjskie.
5 (16) lutego 1722 roku Piotr wydał Dekret o sukcesji, w którym zniósł pradawny zwyczaj przejęcia tronu przez bezpośrednich potomków po męskiej linii, ale pozwolił mianować na następcę dowolną uczciwą osobę z woli monarchy.
5 (16) kwietnia 1797 r. Paweł I ustanowił nową kolejność dziedziczenia. Odtąd kolejność dziedziczenia tronu rosyjskiego, a również powiązanego z nim polskiego i finlandzkiego, opierała się na zasadzie pierworództwa, czyli poprzez zastępowanie starszych z rodu potomkami w przypadku śmierci lub abdykacji tych pierwszych w momencie dziedziczenia. W przypadku braku spadkobierców w linii prostej tron przechodził do spadkobierców z linii bocznych. W obrębie każdej linii (prostej lub bocznej) bardziej preferowani byli mężczyźni niż kobiety, a męskie linie boczne były przywoływane przed żeńskimi. Objęcie tronu przez powołanego ograniczało go do wyznawania wiary prawosławnej. Pełnoletniość panującego cesarza (i spadkobiercy) rozpoczynała się w wieku 16 lat, do tego wieku (jak również w innych przypadkach niezdolności), jego władzę sprawował namiestnik, którym mógł zostać (jeśli nie było osoby wyznaczonej przez panującego wcześniej cesarza) żyjący ojciec lub matka cesarza, a w przypadku ich braku – najbliższy pełnoletni dziedzic.
Wszyscy rządzący Rosją cesarze należeli do tej samej rodziny cesarskiej – Romanowów, którego pierwszy przedstawiciel stał się monarchą w 1613 roku. Od 1761 r. władzę sprawowali potomkowie córki Piotra I – Anny i księcia Holstein-Gottorpskiego Karola Fryderyka, którzy po męskiej linii pochodzili z Holstein-Gottorpów (gałąź dynastii Oldenburgskiej), i w literaturze genealogicznej ci przedstawiciele Domu Romanowów, począwszy od Piotra III, noszą nazwisko Holstein-Gottorp-Romanow.
Po abdykacji 2 marca (15 marca) 1917 r. cesarza Mikołaja II w imieniu swoim i swojego syna Carewicza Aleksego, i abdykacji 3 marca tego samego roku jego brata Michała i odmowy „przyjęcia Najwyższej Władzy”, Imperium przestało istnieć. 1 września 1917 r. Rząd Tymczasowy ogłosił Rosję republiką.

## Uprawnienia i status prawny
Artykuł 1 Zasadniczych ustaw państwowych Cesarstwa Rosyjskiego w obowiązującej do 1906 r. redakcji, stwierdzał, że „Cesarz Wszechrosji jest monarchą absolutnym i nieograniczonym. Być posłusznym jego władzy nie tylko ze strachu, ale także ze względu na swoje sumienie, sam Bóg nakazuje”. Terminy „absolutny” i „nieograniczony”, które są zbieżne w swoim znaczeniu, wskazują, że wszystkie funkcje prawotwórczej władzy państwowej, zasadnych działań w ramach prawa (wykonawczego) i wymiaru sprawiedliwości są przeprowadzane niepodzielnie i bez obowiązkowego udziału innych instytucji przez głowę państwa, która przekazuje wykonanie niektórych z tych funkcji do określonych organów, działających w jej imieniu i pod jej władzą (art. 81).
Na tej podstawie art. 1 charakteryzuje Rosję jako państwo o monarchicznej (absolutystycznej) formie rządu.
23 kwietnia 1906 r. do Zasadniczych ustaw zostały wprowadzone poprawki w związku z wydaniem przez rosyjskiego cesarza Mikołaja II w dniu 6 sierpnia 1905 r. Manifestu o utworzeniu Dumy Państwowej, 17 października 1905 r. Manifestu „O poprawie porządku państwowego” i 20 lutego 1906 r. O reorganizacji Rady Państwa. W nowym wydaniu Zasadniczych ustaw państwowych Cesarstwa Rosyjskiego poprzedni artykuł 1 stał się artykułem 4 i zachowując autokrację i supremację, został jednocześnie pozbawiony zapisu o nieograniczoności władzy. W nowym tekście stwierdzono, że „najwyższa władza absolutna należy do Wszechrosyjskiego Cesarza. Być posłusznym Jego władzy nie tylko ze strachu, ale także z powodu sumienia, sam Bóg nakazuje.” Rosja stała się monarchią dualistyczną.
Tym samym Zasadnicze ustawy zostały uzupełnione postanowieniami, które „bardziej precyzyjnie rozgraniczały zakres nierozerwalnie należącej do nas władzy urzędowej, a władzy ustawodawczej”, i opisywały uprawnienia monarchy (wcześniej nie było to konieczne ze względu na nieograniczoną władzę imperialną, patrz wyżej). Cesarz teraz sprawował władzę ustawodawczą „w jedności z Radą Państwową i Dumą Państwową” (art. 7). On zatwierdzał ustawy, a bez jego zatwierdzenia żadna ustawa nie mogła wejść w życie (art. 9); cesarzowi przyznano prawo inicjatywy ustawodawczej w odniesieniu do wszystkich ustaw i wyłączne prawo w odniesieniu do kontroli Zasadniczych ustaw (art. 8). Władza wykonawcza w kraju („Władza zarządzania w całej jej objętości”) całkowicie należała do cesarza, przy czym głowa państwa sprawowała ją bezpośrednio, a w zarządzaniu jednostkami podporządkowanymi pewien stopień władzy był przez niego powierzony, zgodnie z prawem, podległym miejscom i osobom, działającym w jego imieniu i zgodnie z jego poleceniami (art. 10). W trybie najwyższej władzy cesarz wydawał, zgodnie z ustawami, dekrety „dotyczące organizacji i funkcjonowania różnych części administracji państwowej”, a także rozporządzenia niezbędne do egzekwowania prawa.
Cesarz był najwyższym przywódcą wszystkich stosunków zagranicznych Rosji i określał kierunek polityki międzynarodowej kraju (art. 12), wypowiadał wojnę i zawierał pokój, oraz umowy z zagranicznymi państwami (art. 13). Ponadto, zgodnie z artykułem 14, cesarz był suwerennym przywódcą Rosyjskich Sił Zbrojnych, był on naczelnym dowódcą wszystkich lądowych i morskich sił zbrojnych państwa rosyjskiego oraz posiadał wyłączne prawo do wydawania dekretów i poleceń „do wszystkiego, co dotyczy porządku sił zbrojnych i obrony państwa rosyjskiego”, a także ustanawiania ograniczeń w zakresie prawa pobytu i nabywania nieruchomości w miejscowościach, które stanowią obszary pańszczyźniane i warownie dla armii i floty. Cesarz ogłaszał stan wojskowy lub wyjątkowy na danym terenie (art. 15). Posiadał także prawo do wytłaczania monety i ustalania jej wyglądu (art. 16).
Zgodnie z art. 17, cesarz mianował i odwoływał przewodniczącego i członków Rady Ministrów, głównych przełożonych poszczególnych jednostek, a także innych urzędników, jeżeli dla tych ostatnich nie było innej procedury mianowania i odwoływania. W odniesieniu do osób znajdujących się na stanowiskach państwowych cesarz ustanawiał ograniczenia wynikające z wymogów służby państwowej (art. 18). Przydzielał nagrody i prawa majątkowe, a także ustalał warunki i tryb przyznawania nagród państwowych (Art. 19).
Cesarz wydawał bezpośrednio dekrety i rozporządzenia zarówno w odniesieniu do jego własności osobistej, jak i w odniesieniu do własności cesarskiej (przypisanej nie do określonego monarchy, lecz do cesarza jako głowy państwa, majątek ten nie mógł być przekazany w spadku, przekazany do podziału i podlegać innym rodzajom rozporządzania mieniem). Zarówno te, jak i inne majątki były zwolnione z podatków i opłat (art. 20). Do monarchy, jako władcy cesarskiego domu, przynależały, zgodnie z Ustawą o sukcesji, zarządzenia odnośnie do nieruchomości udzielnych; określały strukturę i stan instytucji podległych ministrowi dworu cesarskiego, a także procedurę zarządzania nimi. (art. 21).
W imieniu cesarza sprawowana była władza sądownicza w państwie (art. 22), jemu również przynależało prawo do ułaskawiania „i ogólnie rzecz biorąc, ułaskawianie w szczególnych przypadkach, które nie podlegały ogólnemu prawu, gdy nie narusza to niczyich chronionych przez prawo interesów i praw obywatelskich” (art. 23).
Artykuł 23 Zasadniczych ustaw przewidywał akceptację dekretów i zarządzeń cesarza przez przewodniczącego Rady Ministrów lub przez podległego ministra, albo przez głównego zarządcę osobnej jednostki i ogłaszanie ich przez Senat Rządzący.

## Cesarze Wszechrusi
| Daty panowania    | Władca                                              | Portret władcy | Rodzice                                                          | Urodzony                                         | Zmarł                                      |
| ----------------- | --------------------------------------------------- | -------------- | ---------------------------------------------------------------- | ------------------------------------------------ | ------------------------------------------ |
| 1721–1725         | Piotr I Wielki                                      |                | Aleksy I Michałowicz, Natalia Naryszkina                         | 30 maja/9 czerwca 1672 Moskwa                    | 28 stycznia/8 lutego 1725 Sankt Petersburg |
| 1724/1725–1727    | Katarzyna I Aleksiejewna                            |                | Samuel Skowroński, prawd. Dorota Hann                            | 15 kwietnia 1684                                 | 17 maja 1727                               |
| 1727–1730         | Piotr II Aleksiejewicz                              |                | Aleksy, Zofia Szarlotta                                          | 12 października/23 października 1715             | 18 stycznia/29 stycznia 1730               |
| 1727–1730         | Anna i Elżbieta Piotrowna – regentki Piotra II      |                | Piotr I Wielki, Katarzyna I                                      |                                                  |                                            |
| 1730–1740         | Anna Iwanowna Romanowa                              |                | Iwan V, Praskowia Fiodorowna Sałtykowa                           | 23 stycznia 1693                                 | 17 października 1740                       |
| 1740–1741 obalony | Iwan VI Antonowicz z dynastii Welfów                |                | książę Antoni Ulryk z Brunszwiku-Wolfenbüttel, Anna Leopoldowna  | 23 sierpnia 1740                                 | 16 lipca 1764                              |
| 1740–1741         | Anna Leopoldowna – regentka Iwana VI                |                | Karol Leopold Mecklenburg-Schwerin, Katarzyna Iwanowna           | 18 grudnia 1718                                  | 19 marca 1746                              |
| 1741–1762         | Elżbieta Piotrowna                                  |                | Piotr I Wielki, Katarzyna I                                      | 29 grudnia 1709                                  | 5 stycznia 1762                            |
| 1762              | Piotr III Fiodorowicz                               |                | Karol Fryderyk von Holstein, Anna                                | 21 lutego 1728                                   | 17 lipca 1762                              |
| 1762–1796         | Katarzyna II Wielka z dynastii askańskiej           |                | Christian August von Anhalt-Zerbst, Joanna Elżbieta von Holstein | 2 maja 1729                                      | 17 listopada 1796                          |
| 1796–1801         | Paweł I Piotrowicz                                  |                | Piotr III Fiodorowicz, Katarzyna II Wielka                       | 20 września/1 października 1754                  | 11/23 marca 1801                           |
| 1801–1825         | Aleksander I Pawłowicz                              |                | Paweł I Romanow, Maria Fiodorowna                                | 12/23 grudnia 1777                               | 19 listopada/1 grudnia 1825                |
| 1825              | Konstanty I Pawłowicz                               |                | Paweł I Romanow, Maria Fiodorowna                                | 27 kwietnia/8 maja 1779                          | 14/27 czerwca 1831                         |
| 1825–1855         | Mikołaj I Pawłowicz                                 |                | Paweł I Romanow, Maria Fiodorowna                                | 6 lipca 1796                                     | 2 marca 1855                               |
| 1855–1881         | Aleksander II Mikołajewicz                          |                | Mikołaj I, Aleksandra Fiodorowna                                 | 29 kwietnia 1818                                 | 13 marca 1881                              |
| 1881–1894         | Aleksander III Romanow                              |                | Aleksander II, Maria Aleksandrowna                               | 26 lutego/10 marca 1845                          | 20 października/1 listopada 1894           |
| 1894–1917         | Mikołaj II Aleksandrowicz – abdykował 1 marca       |                | Aleksander III, Maria Fiodorowna                                 | 6 maja/18 maja 1868                              | 16/17 lipca 1918                           |
| 1917              | Michał II Aleksandrowicz – zrzekł się tronu 2 marca |                | Aleksander III, Maria Fiodorowna                                 | 22 listopada 1878 według kalendarza juliańskiego | 13 lipca 1918                              |